# Hana Čutura
Hana Čutura (Zagabria, 10 marzo 1988) è una pallavolista croata, schiacciatrice del Talmassons.

## Carriera

### Club
La carriera di Hana Čutura, figlia dell'ex cestista Zoran Čutura, inizia nel settore giovanile dell'HAOK Mladost, nel quale gioca per quattro annate. In seguito si reca per motivi di studio negli Stati Uniti d'America, dove gioca nella NCAA Division I dal 2006 al 2009 con la UC Berkeley, raccogliendo diversi riconoscimenti individuali e centrando una qualificazione in Final Four nel 2007.
Nella stagione 2010-11 inizia la carriera professionistica nella 1. Bundesliga tedesca, giocando per il Münster, club al quale si lega per tre annate. Nella stagione 2013-14 gioca nella V.Premier League giapponese con le NEC Red Rockets, mentre nella stagione seguente gioca nella Liga Siatkówki Kobiet polacca con l'Impel di Breslavia.
Nel campionato 2015-16 approda nella Superliqa azera, difendendo i colori della Lokomotiv Baku, mentre nel campionato seguente gioca in Francia col Nantes, club impegnato in Ligue A. Torna in Polonia nell'annata 2017-18, vestendo la maglia del Budowlani Łódź con cui si aggiudica la Supercoppa e la Coppa di Polonia. Per il campionato 2018-19 è nuovamente al club di Nantes, in Ligue A.
Nel gennaio 2020 viene ingaggiata dal club filippino del Marinerang Pilipina con cui disputa la PSL Grand Prix Conference 2020; nel dicembre dello stesso anno invece accetta la proposta del Talmassons, con cui disputa la seconda parte della stagione 2020-21 nel campionato di Serie A2 italiana.

### Nazionale
Dopo aver fatto parte delle selezioni giovanili croate, vincendo la medaglia d'oro al campionato europeo under 18 2003, nel 2008 riceve le prime convocazioni in nazionale maggiore.

## Palmarès

### Club
- Coppa di Polonia: 1

2017-18
- Supercoppa polacca: 1

2017

### Nazionale (competizioni minori)
- Campionato europeo under 18 2003

### Premi individuali
- 2007 - All-America Second Team
- 2007 - NCAA Division I: Madison Regional MVP
- 2008 - All-America First Team
- 2009 - All-America First Team